# Wolfgang Steinbach
Wolfgang "Maxe" Steinbach (Schönebeck, RDA, 21 de septiembre de 1954) es un ex-futbolista alemán, nacido en la antigua RDA. La mayor parte de su carrera la jugó en el 1. FC Magdeburg, incluso en el año 2006 fue nombrado, por votación, el mejor jugador de la historia del club.Actualmente es entrenador del BV Cloppenburg.

## Clubes
| Club             | País     | Año         | Partidos | Goles |
| 1. FC Magdeburg  | RDA      | 1971 - 1987 | 297      | 66    |
| Motor Schönebeck | RDA      | 1987 - 1989 | ¿?       | ¿?    |
| 1. FC Magdeburg  | RDA      | 1989 - 1990 | 40       | 9     |
| VfB Oldenburg    | Alemania | 1990 - 1994 | 104      | 10    |
| BV Cloppenburg   | Alemania | 1998 - 1999 | 16       | ?     |

## Palmarés
1. FC Magdeburg
- DDR-Oberliga: 1971-72, 1973-74, 1974-75
- Copa de fútbol de la RDA: 1973, 1978, 1979, 1983

- Datos: Q463866
- Multimedia: Wolfgang Steinbach / Q463866